# گابریل مرسدس
گابریل مرسدس (به انگلیسی: Gabriel Mercedes) زاده ۱۲ نوامبر ۱۹۷۹ است. او تکواندوکار کشور دومینیکن است.